# EVolution
eVolution ist eine Marke der MCV Bus and Coach, einem Tochterunternehmen des ägyptischen Nutzfahrzeugherstellers MCV. Diese wurde 2004 gegründet, nachdem MCV den insolventen Hersteller Marshall Bus gekauft hatte.

## Typ C (seit 2004)

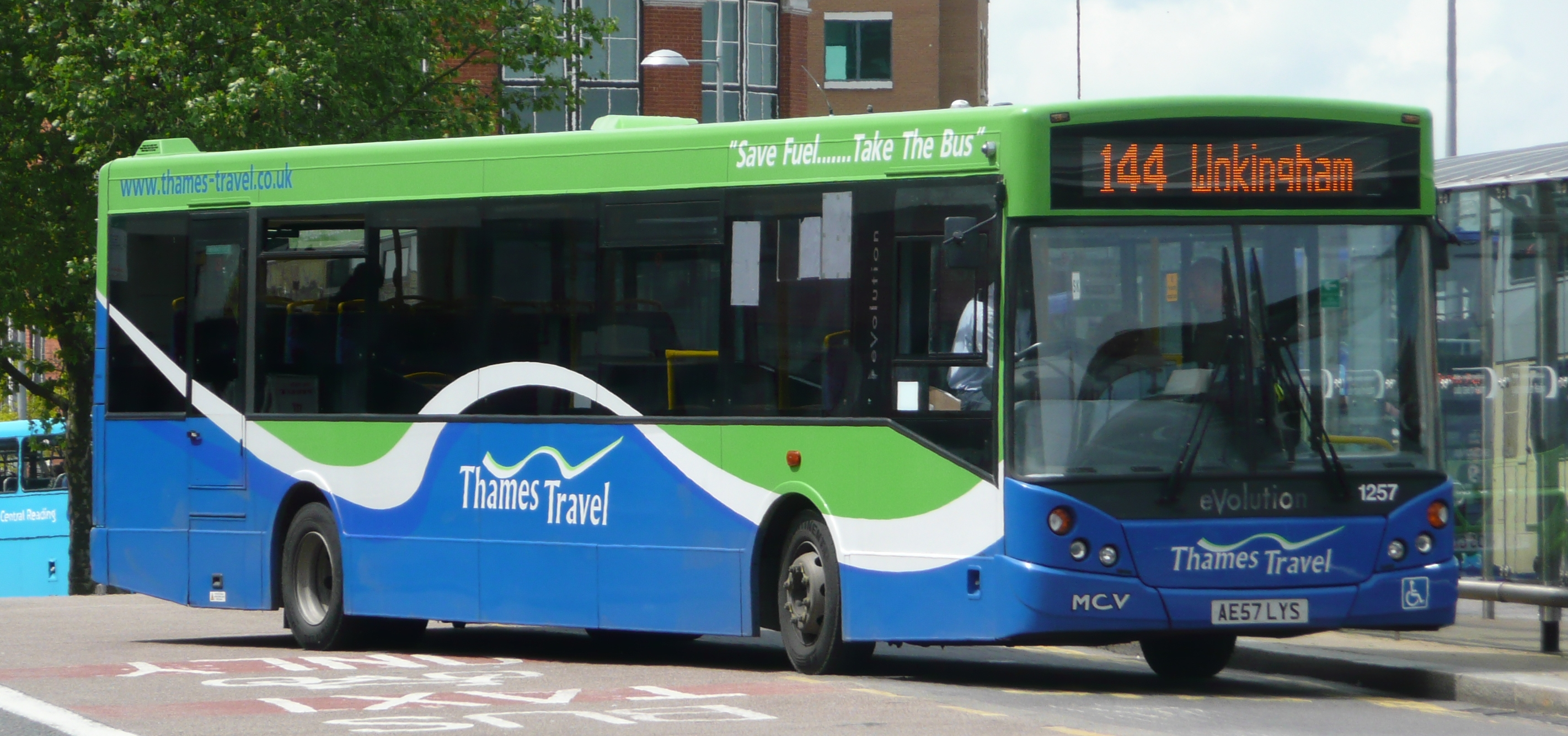
eVolution-MAN C120

Erstes Modell der Marke ist der Typ C, der in acht verschiedenen Ausführungen zur Wahl steht. Produziert werden die Fahrzeuge von der MCV Bus and Coach Limited im englischen Ely. Als Entwicklungsbasis wurde der Dennis Dart SLF verwendet. Zu unterscheiden ist der Typ C in die beiden Zuliefererkategorien Dennis und MAN, die auch im Modellnamen angegeben werden. Konzipiert wurde der Typ C als Niederflurbus, der einen einfacheren Ein- und Ausstieg auch für Rollstuhlfahrer und Behinderte gewährleistet und das Modell somit vor allem für den Einsatz in Städten und anderen großflächigen Einzugsgebieten attraktiv macht. Der Typ C hat dadurch bereits eine weite Verbreitung erfahren und ist neben dem britischen und dem ägyptischen Markt auch in vielen europäischen und asiatischen Märkten zu finden. Einige Einheiten sind sogar in Nordamerika verkauft worden und lässt die Marke auch dort langsam aufstreben. Auf Grund seiner raschen Verbreitung bekam der Typ C in Großbritannien auch den Spitznamen Countryliner. Parallel zu den C-Modellen wird das Modell von MCV auch als MAN 10.220 mit kurzem Radstand und als MAN 10.240 mit langem Radstand montiert. Ein Lizenzmodell dagegen ist der baugleiche seit 2009 gebaute VDL SB 180, der von der Arriva Bus and Coach hergestellt wird.
Lieferbar ist der Typ C wahlweise mit einer (vorn) oder zwei Türen (vorn und in der Mitte). Die Innenausstattung wird nach Kundenwunsch gefertigt. Die MAN-Versionen C100, C110, C120 und die Dennis-Versionen C101, C111, C121 stellen die einstöckigen Diesel-betriebenen Versionen dar, der Doppeldeckerbus ED19 wird nur in Großbritannien angeboten. Der Typ C wurde auch in einer Autogas-Version (OPG) angeboten.

## Weblink
- Offizielle Website der Manufacturing Commercial Vehicles